# Йолка (інтернет-мем)

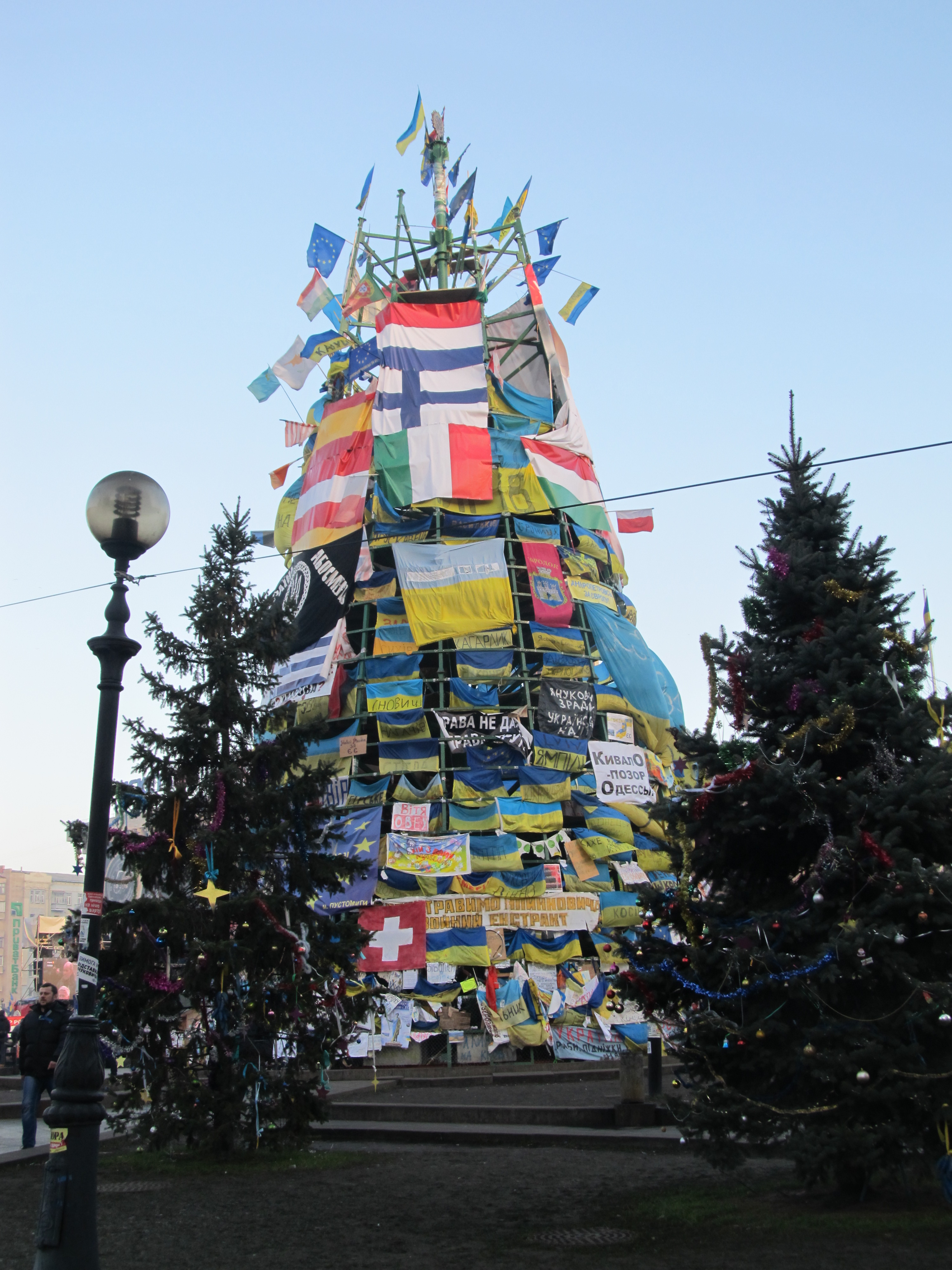
«Революційна» столична «йолка» 29 грудня 2013 року.

Йолка — відома обмовка колишнього Президента України Віктора Януковича, котрий на нараді протягом десяти секунд не зміг згадати слова «ялинка»; інтернет-мем, поширений в українському сегменті Інтернету. Через цю обмовку «йолкою» також називають недооблаштовану через протести новорічну ялинку, яку почали встановлювати з нагоди Нового 2014 року на Майдані Незалежності, а потім каркас цієї ялинки, який простояв до 14 серпня 2014 року у зв'язку з подіями Євромайдану.

## Походження
Мем виник через обмовку Президента України Віктора Януковича. 3 грудня 2010 року, пояснюючи ліквідацію наметового містечка підприємців, котрі протестували проти прийняття Податкового Кодексу, необхідністю підготовки столичного Майдана Незалежності до новорічних свят, Президент замість слова «ялинка» вжив його російський аналог — «йолка» (рос. ёлка):
| Сьогодні в Києві на тому місці, де стояли палатки, мітингувальники, встановлюється новорічна... йолка, люди будуть скоро святкувати Новий рік. Ми підтримуємо бажання киян жити в спокої, в стабільній ситуації, будемо все робити для того, щоб це відбувалось завжди, був гарний настрій[2]. |
Десятисекундна пауза, під час якої Віктор Янукович намагався згадати необхідне слово, стала приводом для народних жартів. Зокрема в Інтернеті з'явилися гумористичні ролики, у яких швидкість думки Президента порівнювалося з бігом 100-метрівки Усейна Болта, або ж тривала пауза пояснювалася діями суфлера, котрий диктував промову.

## Євромайдан
Інтернет-мем набув нового більш негативного забарвлення після подій в ніч з 29 на 30 листопада 2013 року. Близько 4.00 бійці спецпідрозділу «Беркут» жорстоко розігнали приблизно 1000 учасників Євромайдану у Києві. Такі дії правоохоронців були пояснені тим, що демонстранти відмовились пропустити на майдан Незалежності вантажівку комунальних служб, що везла обладнання для підготовки площі до новорічних свят, зокрема для встановлення ялинки.
Ці події у народі охрестили «кривавою йолкою», або «йолкою на крові».
| Йолка від президента | Йолка чекає | Зека на йолку |

## У мистецтві
- panivalkova — На Йолку [Архівовано 9 травня 2021 у Wayback Machine.]